# Tsitsernakaberd

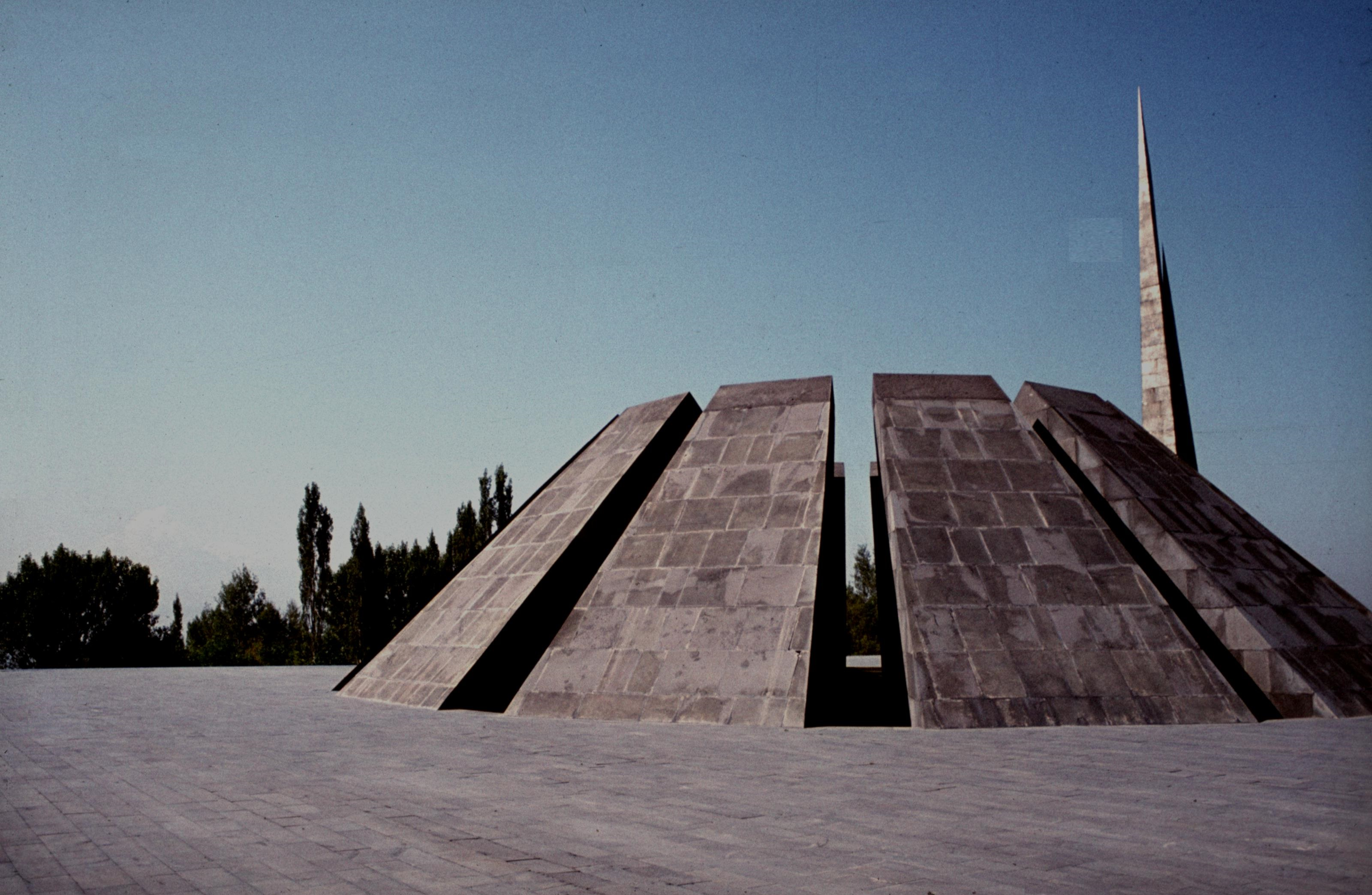
Tsitsernakaberd

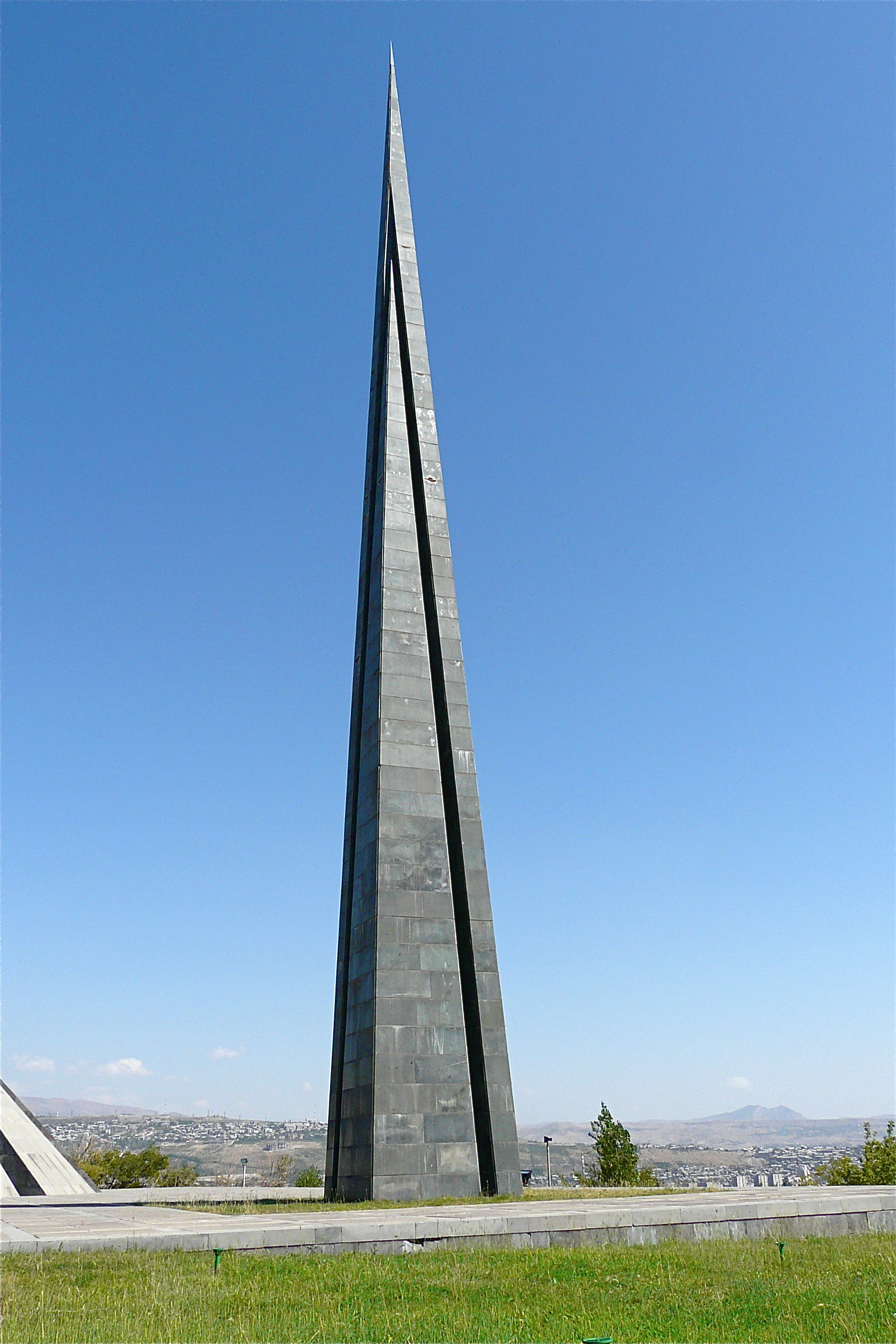
Obelisken

Tsitsernakaberd (ungefär Svalfästning) är ett minnesmärke över det armeniska folkmordet 1915 på en bergstopp i västra delen av Jerevan i Armenien. Ceremonier i hågkommelse av folkmordet sker vid Tsitsernakaberd den 24 april varje år.
Folkmordet förtegs länge under den sovjetiska tiden. Vid 50-årsdagen av folkmordet 1965 skedde protester i Jerevan för att officiellt erkänna folkmordet.  En arkitekttävling utlystes 1965, varav fyra av 78 inlämnade valdes ut för fortsatt bearbetning. Vinnande förslag utformades av de armeniska arkitekterna Saschur Kalaschjan och Artur Tarkanjan och konstnären Hovhannes Khatschatrjan. Byggnadsarbetena pågick 1966-1968. Under 1990-talet kompletterades minnesmärket med ett underjordiskt museum och en minnesmur. 
Minnesmärket består av tre delar: en 44 meter hög obelisk, tolv pyloner i ring runtom en evig eld samt en 100 meter lång mur med namn på städer och byar, där offer för folkmordet bodde. Minnesmärket är uppfört på kullen Tsitsernakaberd, högt över floden Hrazdan, med utsikt över Ararat.
År 1995 invigdes ett underjodiskt museum vid minnesmärket. I museet finns en konsertsal med 170 platser, som är namngiven efter den armeniske kompositören Komitas Vardapet.
På baksidan av minnesmuren finns minnesplattor över utomstående personer, vilka under och efter folkmordet gjorde insatser. Bland persorna är Johannes Lepsius, Franz Werfel, Armin Wegner, Henry Morgenthau, Fridtjof Nansen, påven Benedictus XV, Alma Johansson och  Bodil Biørn.

## Bildgalleri

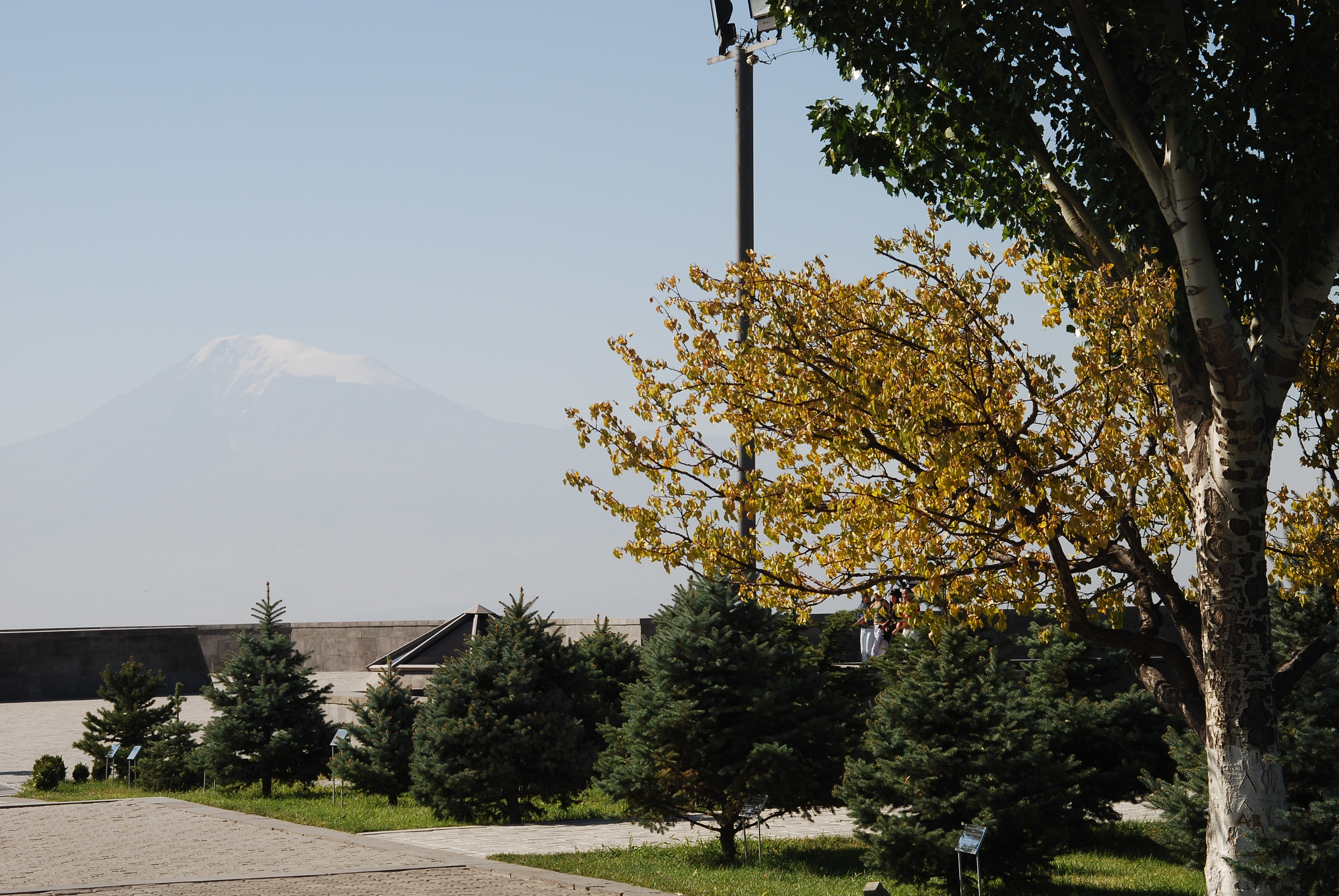
Träd i minnesallén
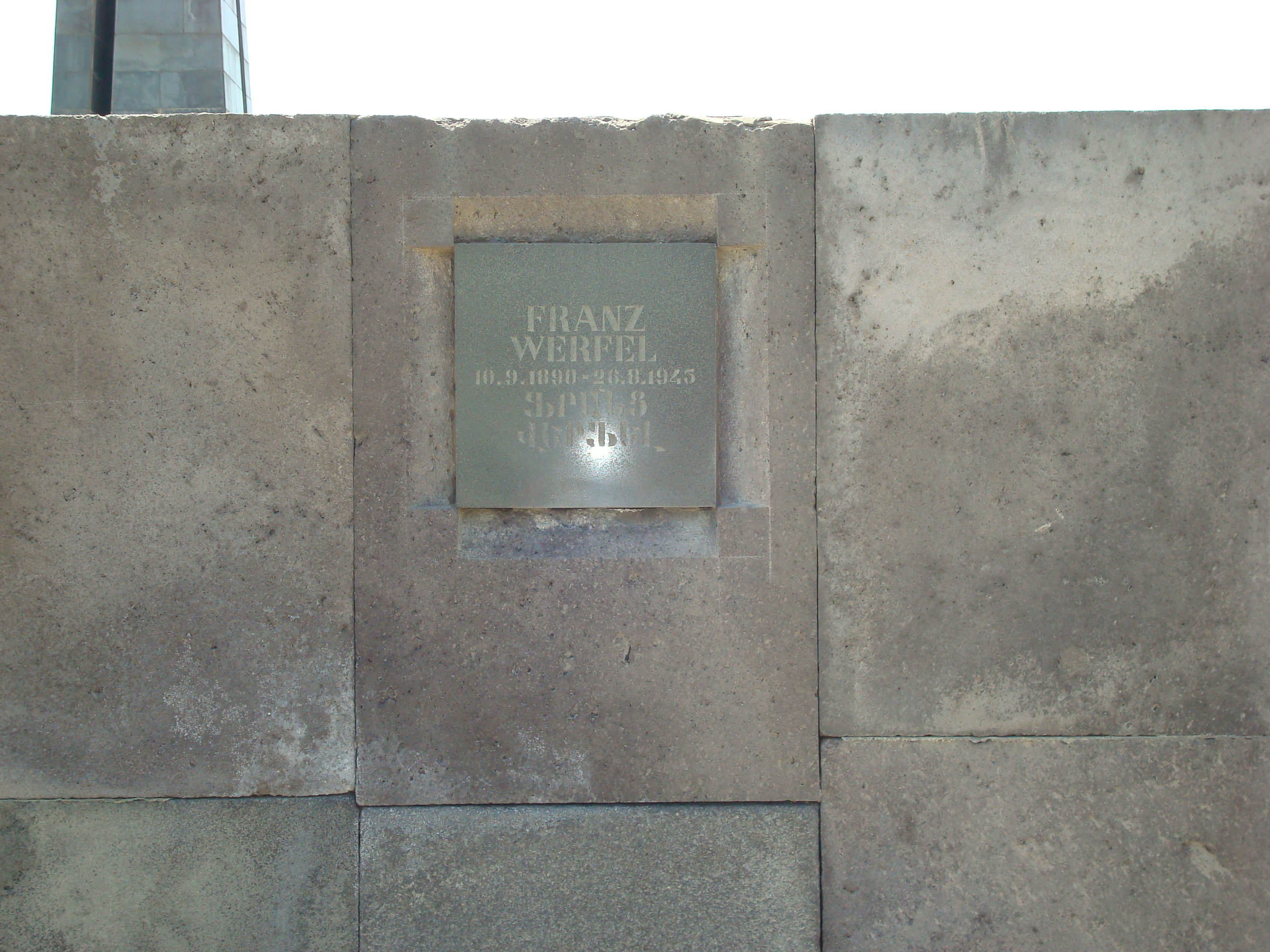
Minnestavla över Franz Werfel
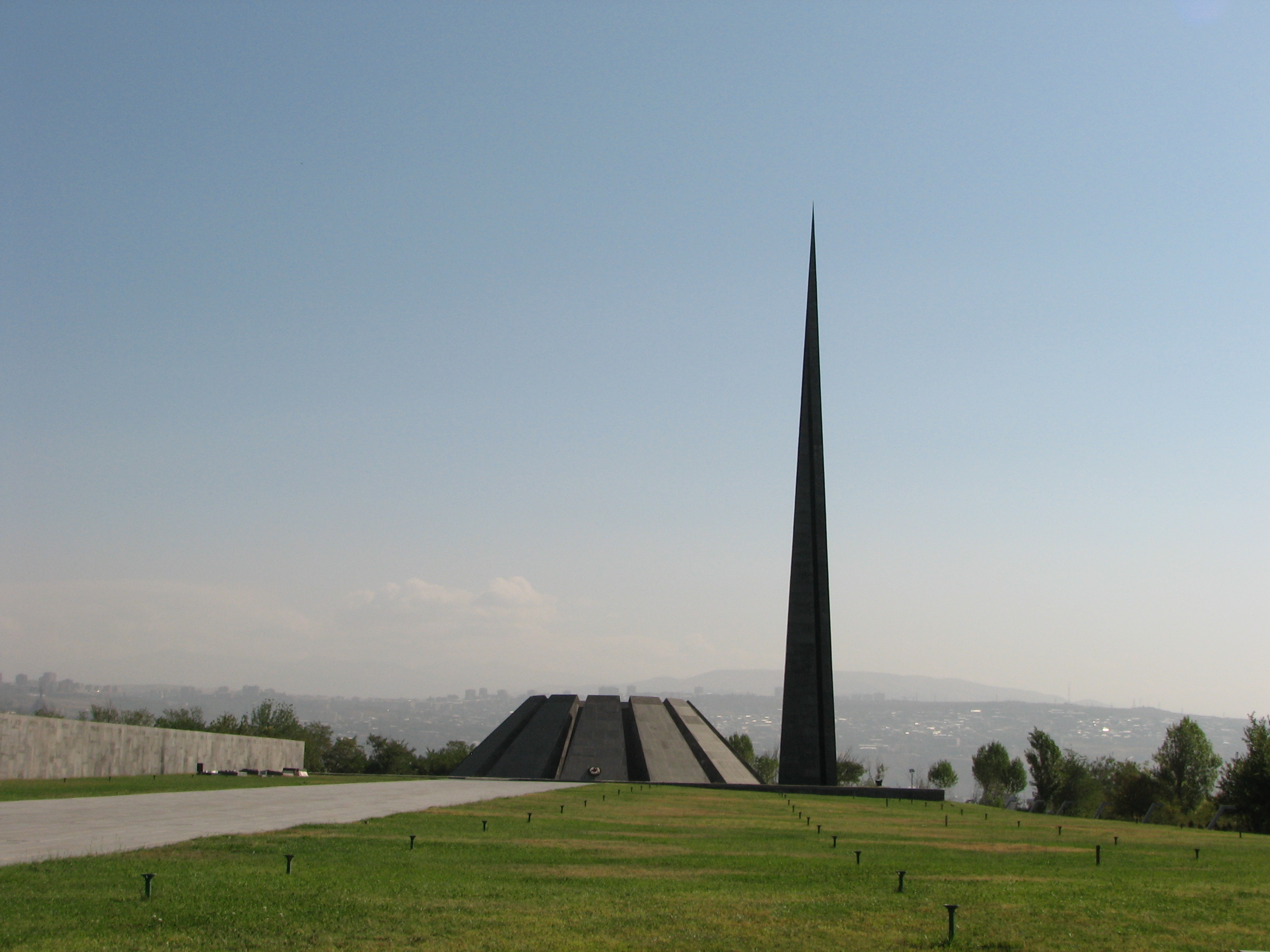
Tsitsernakaberd